# Thabo Moloi
Thabo Moloi, né le 23 mars 1994 à Vereeniging, est un footballeur international sud-africain. Il évolue avec le club des JDR Stars au poste d'arrière droit.

## Biographie

### En club

#### Supersport United
Il commence sa carrière en Absa Premiership lors de la saison 2012-2013. Il arrive dans le groupe professionnel en janvier 2013, et joue son premier match le 13 février 2013, contre Orlando Pirates (défaite 1-0). Lors de cette mi-saison, il dispute 11 rencontres de championnat et trois de Coupe d'Afrique du Sud. Il atteint la finale mais s'incline 1-0 face à Kaizer Chiefs. 
Lors de la saison suivante, il prend part à 18 rencontres toutes compétitions confondues, et son club lui remet le trophée de meilleur jeune joueur de la saison. Puis, lors de la saison 2014-2015, il en dispute 27, et remporte notamment le Telkom Knockout avec une victoire 3-2 après prolongations en finale face à Platinum Stars.

##### Prêt à AmaZulu
Lors de l'été 2015, il est prêté à AmaZulu en National First Division. Il dispute sa première rencontre le 12 septembre 2015, contre Royal Eagles (défaite 2-1).

##### Prêt à University of Pretoria
La saison suivante, il est à nouveau prêté en deuxième division du côté de l'University of Pretoria. Il joue son premier match le 16 octobre 2016 contre Mbombela United (défaite 3-1). À l'issue de ce prêt, il n'est pas conservé par Supersport United.

#### Pretoria Callies
Après un an sans club, il s'engage avec le Pretoria Callies à l'été 2018. Le club évolue en ABC Motsepe League, troisième division sud-africaine.

### En sélection
Il honore sa première sélection en équipe d'Afrique du Sud le 28 juillet 2019, lors des qualifications du Championnat d'Afrique des nations 2020 contre le Lesotho (défaite 3-2).

## Palmarès
Supersport United
- Coupe d'Afrique du Sud (1) :
  - Finaliste : 2012-13.

- Telkom Knockout (1) :
  - Vainqueur : 2014.